# Isinaphakade Samathongo
 (mars 2023).
Si vous disposez d'ouvrages ou d'articles de référence ou si vous connaissez des sites web de qualité traitant du thème abordé ici, merci de compléter l'article en donnant les références utiles à sa vérifiabilité et en les liant à la section « Notes et références ».
L’Isinaphakade Samathongo est un sport de combat ancestral ésotérique pratiqué par les Zoulous et les Xhosa en Afrique du Sud.
Ce système met l'accent sur des techniques de combat puissantes et une philosophie éthique. Il est utilisé comme initiation à la caste des prêtres-guerriers des deux peuples.